# Application (informatique)
Pour les articles homonymes, voir Application.
Ne doit pas être confondu avec Logiciel ou Programme informatique.

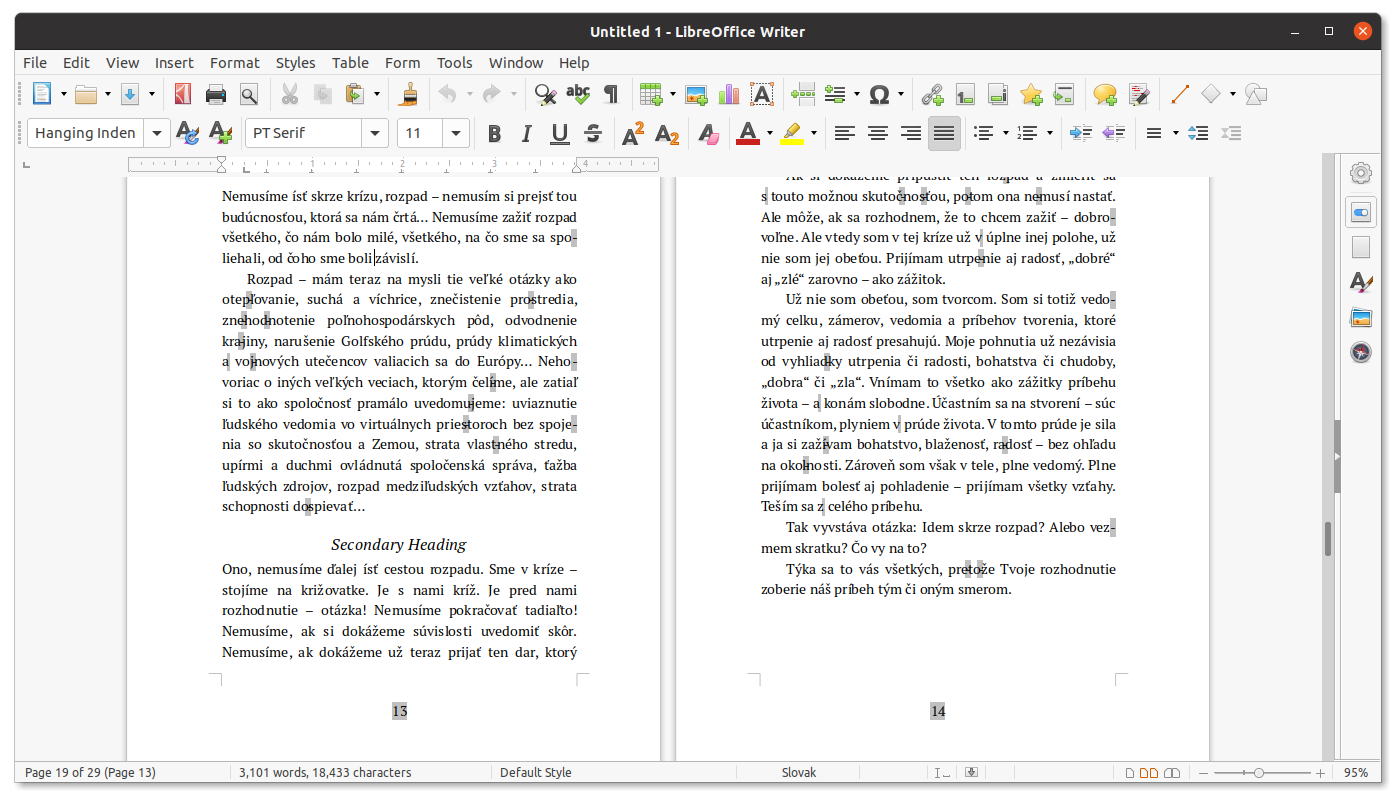
LibreOffice Writer 3.0.0, une application de traitement de texte.

Une application, également appelée applicatif ou appli, est, dans le domaine informatique, un programme (ou un ensemble logiciel) conçu pour exécuter directement une ou plusieurs tâches élémentaires liées à un même domaine. On peut citer, comme exemples d'application, tout éditeur de texte, navigateur web, lecteur multimédia et jeu vidéo. Ces applications reposent, dans leur exécution, sur les services du système d'exploitation, en particulier pour accéder aux ressources matérielles.
Dans le domaine de l'informatique personnelle, on catégorise généralement les applications en fonction de la mobilité de l'ordinateur sur lequel elles sont installées :
1. une application mobile est installée sur l'équipement personnel de l'utilisateur, équipement qui est mobile (smartphone, tablette tactile, ordinateur portable, ... ) ; ces applications mobiles sont souvent téléchargées à partir d’une ferme de serveurs appelée magasin d'applications.
2. les applications web résident sur un serveur, immobile. L'utilisateur doit donc, pour mettre en œuvre une application web, agir via l'application mobile qu'est un navigateur web.

## Applications courantes

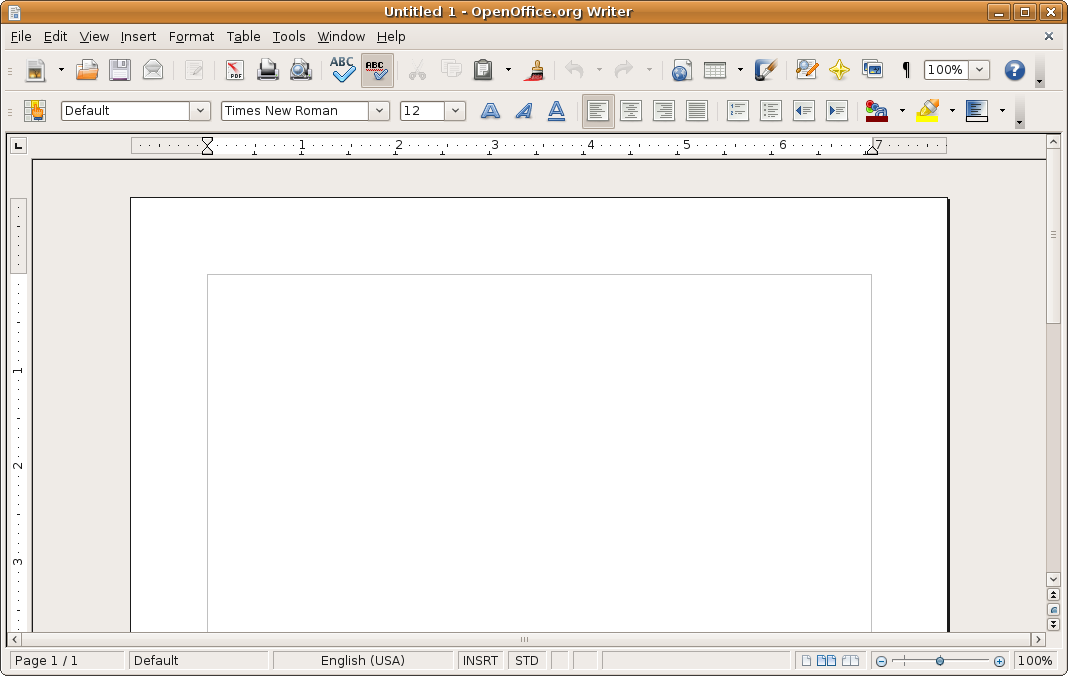
OpenOffice.org Writer 6.4.

Les applications populaires dans les entreprises sont la bureautique, le traitement de texte, le tableur, la gestion de production, gestion opérationnelle, les systèmes d'information, la gestion de projet, la comptabilité et de gestion électronique de documents. La comptabilité personnelle, la déclaration d'impôts, les galeries d'images numériques, la géographie, l'apprentissage et l'éducation ainsi que le jeu sont des applications courantes dans la sphere privée.
La conception assistée par ordinateur, la publication assistée par ordinateur, l'édition d'images, la retouche photo, ou la création de page web sont des applications courantes de manipulation d'image et de son. Et le courrier électronique, le web, la voix sur IP, la visioconférence, le blog et la messagerie instantanée sont des exemples d'applications communes de communication. 

### Jeux vidéo
D'après des études effectuées en 1990 aux États-Unis et au Royaume-Uni, les enfants consacrent en moyenne entre 25 et 45 minutes par jour à des jeux électroniques. Les jeux électroniques existent depuis les années 1950, et sont devenus un marché de masse depuis 1980. Comme tous les jeux les jeux électroniques ont un but, des obstacles, des ressources pour aider à passer les obstacles, des récompenses, et des sanctions. Les récompenses sont généralement de nouvelles ressources, tandis que les sanctions sont soit la perte de ressources soit des nouveaux obstacles. Les jeux électroniques se caractérisent par la présence de situation de compétition, de chance, d'altruisme ou d'extravagance.
De nombreux jeux font usage des techniques de réalité virtuelle: Le but est de donner l'impression à une personne qu'elle se trouve réellement dans un environnement alors que celui-ci est imaginaire, créé artificiellement. Ceci en lui donnant la possibilité de voir, sentir et contrôler ce qui se passe dans cet environnement. De plus en plus populaires, les jeux électroniques sont souvent critiqués voire dénigrés pour sexisme, violence gratuite, aspect antisocial et anti-éducatif[style à revoir][non neutre]. En prévention, des pictogrammes visuels sur les pochettes des jeux sont utilisés pour indiquer les dangers potentiels de ces jeux. Les jeux électroniques sont aujourd'hui partie intégrante de la « convergence » des médias moderne : le livre devient film et le film devient jeu électronique, puis le style du jeu est utilisé dans la musique et les arts graphiques.

### Bases de données
Une base de données est une collection de données connexes à partir desquelles l'utilisateur peut efficacement extraire des informations. Les données sont stockées dans un emplacement central et partagées par différents utilisateurs. Les applications de base de données sont largement utilisées dans de nombreux domaines: réservation de voyages, horaires de vols, suivi de comptes ou d'emprunts, inscription à des cours, résultats d'examens, annuaires téléphoniques, magasins en ligne, billetterie, consultations médicales, suivi d'achats, de stocks, facturation, bibliothèques numériques, listes de produits et de clients, payement des salaires, suivi des vacances, taxation, informations géographique ainsi que conception assistée par ordinateur.
Dans les applications de fouille de données (data mining), des renseignements bruts sont collectés et placés dans une base de données géante, puis sont analysés et synthétisés en vue d'en extraire des renseignements potentiellement utiles. Les applications de fouille de données sont utilisées dans le domaine de la santé, du commerce et des banques pour obtenir des réponses à des questions telles que « quelle est la probabilité d'obésité d'un adulte qui mange rarement des fruits et des légumes ? », ou « quels sont les facteurs qui conduisent un client à fermer son compte en banque ? », ou encore « quelle est la différence entre le panier d'achats d'un habitant des villes et un habitant des campagnes ? ». 
Les applications de base de données font appel à un logiciel moteur – le SGBD – pour définir, stocker, retrouver et manipuler le contenu de la base de données, ainsi que contrôler la redondance des données, imposer de la cohérence, et partager les informations entre plusieurs utilisateurs. Dans ce type d'application, les utilisateurs expérimentés peuvent manipuler directement le SGBD, pour répondre à des demandes complexes, tandis que les demandes ordinaires sont effectuées en utilisant l'application et ne requièrent pas de connaissance techniques.

### Traitement de texte
Le traitement de texte est le fait d'utiliser un ordinateur pour rédiger, corriger et imprimer des documents écrits tels que des lettres, des articles de presse, des factures, des contrats ou de la publicité. Le traitement de texte est une des applications les plus populaires. Dans sa forme la plus simple, un programme permet de faire exactement ce qui est fait avec une machine à écrire. Des programmes plus sophistiqués permettent d'ajouter des photos ou des dessins, ainsi que modifier la taille et l'apparence des caractères et vérifier l'orthographe. Les documents ainsi créés peuvent ensuite être imprimés autant de fois que nécessaire.

### Tableur
Les tableurs sont des logiciels utilisés dans de nombreuses activités, notamment par les directeurs d'entreprise, les managers, et les représentants. Le logiciel présente un tableau avec lignes et colonnes dans lequel l'utilisateur peut placer des explications, des chiffres et des formules de calcul. Les formules permettent de calculer des résultats sur la base des chiffres qui se trouvent ailleurs dans le tableau. Le résultat est recalculé automatiquement à chaque modification du tableau.
Les tableurs sont typiquement utilisés quand il y a de nombreux calculs. Le calcul automatique fait gagner du temps, augmente la précision et diminue le risque d'erreur. Le calcul permet également de modifier sur-le-champ les données du calcul et les tableurs permettent souvent de présenter les résultats des calculs sous forme de diagrammes.

### Bureautique
La bureautique est le fait d'utiliser des moyens informatiques pour améliorer l'efficacité en travail de bureau. Travail qui consiste entre autres à faire des payements, planifier des rendez-vous et négocier des contrats. Les systèmes de bureautique utilisent les techniques issues du traitement de données pour diminuer la quantité de textes à écrire, diminuer la quantité de papier utilisé, rationaliser et structurer les tâches de bureau. Les systèmes de bureautique comportent typiquement un logiciel de traitement de texte et un système d'informations, aidant les utilisateurs à effectuer des tâches en rapport avec l'achat de marchandises, la gestion des ressources humaines, la réception de factures ou le traitement de réclamations.

### Gestion de production
Les entreprises utilisent souvent un progiciel de gestion intégré (anglais enterprise resource planning - abr ERP) pour diriger leur activité et leur processus de production - processus par lequel l'entreprise produit un bien ou un service qui a une valeur ajoutée pour le consommateur. Ces applications permettent de coordonner les activités de vente, de marketing, de production, de distribution, de ressources humaines et de comptabilité d'une entreprise. Les progiciels de gestion intégrés sont sous la forme d'un conglomérat de programmes, chacun destiné à un des secteurs de l'entreprise. tous les programmes manipulent la même base de données, ainsi les informations provenant d'un des secteurs de l'entreprise sont immédiatement disponibles aux autres secteurs.
Ces logiciels permettent notamment de maîtriser la situation financière de l'entreprise, contrôler sa rentabilité, suivre les ventes, les expéditions et la facturation. Ils permettent de suivre le versement des salaires, les recrutements, les absences et les congés, les arrivées de marchandise, le planning de la production, les besoins en matières premières, les matières achetées, les matières en stock, les quantités et leur emplacement. Ils permettent également de conserver les données techniques relatives aux produits fabriqués.

### Gestion de contenu
Les collectivités qui possèdent une grande quantité de documents électroniques provenant de traitement de texte, de documents papiers et d'images numérique utilisent des moyens informatiques pour créer, acquérir, transformer, agréger, classer, protéger, contrôler et publier ce contenu. Le contenu peut être collecté sous sa forme électronique numérique d'origine, ou bien des documents papiers seront numérisés. Puis un formulaire électronique permet d'associer des mots-clés à chaque contenu et ainsi permettre de le classer. Le contenu peut également être créé à l'aide du logiciel de gestion de contenu.
Le contenu sera ensuite classé par versions, le logiciel peut vérifier quelle personne lit ou modifie le contenu et y ajouter un filigrane pour garantir son authenticité. Le contenu peut ensuite être mis à disposition pour la lecture, imprimé ou envoyé sous forme de fichier d'archive.

### Conception assistée par ordinateur
La conception assistée par ordinateur consiste à s'aider de moyens informatiques pour inventer une solution technique qui répond à un problème pratique. La conception est un travail itératif au cours duquel différentes idées sont synthétisées, analysées, optimisées, et évaluées. Dans un travail de conception, le problème est tout d'abord défini: récolte des caractéristiques, dimensions, récolte d'expériences et d'observations. Puis, au cours d'un remue-méninges différentes solutions sont récoltées et esquissées. Puis les esquisses sont transformées en dessin, ce qui permet de déterminer les dimensions, les angles et les longueurs. Le produit dessiné est ensuite évalué du point de vue fonctionnel, résistance, marketing et fabrication. 
L'ordinateur est utilisé pour créer et modifier la représentation géométrique de la solution, puis évaluer la résistance mécanique du produit, la dissipation thermique, la cinématique, la fréquence, la vitesse, l’accélération ainsi que d'autres paramètres. Une fois le travail de conception terminé, l'ordinateur est utilisé pour générer les dessins techniques pour la fabrication. Le recours à l'informatique rationalise et accélère le travail de conception, diminue le nombre d'erreurs de conception et permet d'obtenir de nombreuses informations nécessaires à la fabrication.

### World wide web
Le world wide web, tout comme WAIS, gopher et archie, sont des moyens informatiques permettant le partage d'information. Un fournisseur d'informations met à disposition ses informations et une personne peut alors explorer les informations disponibles, en vue d'y retrouver ce qu'elle recherche. Le world wide web présente les informations sous forme de documents, d'une taille à peu près égale à celle de l'écran, et qui peuvent contenir des pointeurs vers d'autres documents, Les documents sont reliés selon la manière humaine - par association d'idées, le consommateur n'a pas à se soucier de la position géographique du document et peut ainsi naviguer de pays en pays en visitant les documents reliés par les pointeurs.
Le fait que les informations sont reliées par des pointeurs indépendamment de leur position géographique évite de créer des copies et garantit que l'information lue par le consommateur sera toujours d'actualité. Les informations consultées ne proviennent pas forcément d'un fichier, et peuvent provenir d'un document imaginaire créé à la volée à partir d'une base de données.

## Secteurs concernés
Les ordinateurs sont utilisés dans de nombreux secteurs d'activités, tels que l'enseignement, la santé, le divertissement, la science, l'industrie, l'administration publique ou la publicité. Les ordinateurs sont également utilisés dans les ménages, ainsi que dans la banque, les investissements, les affaires, la comptabilité, la billetterie, les opérations militaires, les prévisions météo, la police, la vidéoconférence, la publication de livres, et les nouvelles.
Dans l'enseignement, les enseignants utilisent les ordinateurs pour préparer des présentations ou des lectures. Les ordinateurs sont utilisés pour effectuer des exercices ou diriger des examens. Dans le domaine de la recherche les ordinateurs sont utilisés pour accéder aux journaux, aux conférences et aux travaux des recherches tenues dans le monde entier. 
Dans le divertissement, les ordinateurs sont utilisés par exemple pour regarder des films, écouter de la musique, jouer à des jeux, discuter, ou réserver des places au cinéma. Ils peuvent également être utilisés pour créer des films, ajouter des effets visuels et sonores ou composer de la musique.
Dans la publicité, les ordinateurs sont utilisés comme média, la publicité est ajoutée aux courriers électroniques et aux pages web; les pages peuvent contenir les avis d'autres consommateurs. Les ordinateurs sont également utilisés pour créer les publicités et y ajouter des effets visuels et sonores. La publicité par le web fait partie de la stratégie marketing de presque toutes les sociétés. L'activité de Google dépend principalement de la publicité sur le web.
Dans la santé, les chercheurs et les praticiens utilisent des ordinateurs pour accéder aux dernières nouveautés de la recherche médicale. Les dossiers médicaux des patients sont enregistrés dans des ordinateurs. Des ordinateurs sont partie intégrante des équipements médicaux tels que les appareils à ultra-sons, les scanners à rayon X ou IRM et les ordinateurs sont utilisés pour assister des praticiens dans des opérations de chirurgie particulièrement risquées.
Dans l'ingénierie et la production, les scientifiques et les ingénieurs utilisent les ordinateurs pour effectuer des calculs complexes, concevoir, faire des plans, simuler et tester une conception. Les ordinateurs sont utilisés pour stocker des données, faire des calculs et visualiser des objets en 3 dimensions.
L'administration publique utilise les ordinateurs pour diriger les opérations. Les sites web des gouvernements locaux fournissent des informations à la population. Les ordinateurs sont utilisés lors de la réception des déclarations d'impôts, le paiement des taxes, l'abonnement à l'eau et à l'électricité, et l'accès aux informations géographiques. La police utilise les ordinateurs pour rechercher des criminels sur la base de leurs empreintes digitales.
Dans les ménages les ordinateurs sont utilisés pour jouer, communiquer avec des amis, payer des factures, et apprendre. Les ordinateurs sont également incorporés dans différents appareils électroménagers tels que la télévision, la machine à laver, le home cinéma, ou la caméra de surveillance.

### Administration publique
Dans tous les postes de travail à responsabilité dans l'administration publique il est demandé de savoir utiliser un ordinateur. Une expérience avec les applications spécifiques à certains secteurs d'activités – telle que les ressources humaines – augmente les chances de trouver un emploi. Est particulièrement importante l'expérience avec les applications génériques utilisées dans tous les postes de l'administration publique : Le traitement de texte, l'usage du tableur, la manipulation d'images numériques, les applications de bases de données, le courrier électronique, le web et l'utilisation des systèmes d'information géographique. Il existe également de nombreuses applications spécifiques à certains secteurs, mais la connaissance de leur utilisation n'est pas autant polyvalente que celle des applications génériques : certaines applications sont créées sur mesure pour les secteurs, ou faites maison par le personnel d'administration.
Pour le traitement de texte des logiciels tels que Corel WordPerfect et Microsoft Word sont courants dans l'administration. L'utilisation du tableur, outil d'analyse pour lequel il existe de très nombreuses utilisations possibles, est enseigné dans le cadre des formations du personnel d'administration publique. Les tableurs facilitent la comptabilité, peuvent être utilisés pour négocier des contrats, ou planifier des travaux publics. L'utilisation d'images numériques est courante dans l'administration : les gens se souviennent plus facilement de ce qu'ils ont vu que de ce qu'ils ont entendu. Les images sont dès lors utilisées pour rendre plus clairs des présentations ou des rapports. Quant aux applications de base de données, elles sont utilisées pour tenir des inventaires, des listes de diffusions ou d'autres listes et offrent la possibilité d'effectuer des recherches. L'utilisation du courrier électronique dans l'administration publique permet de diminuer la paperasserie et accélérer les communications tout en économisant de l'argent. Leur utilisation est aussi incontournable que celle du traitement de texte. Le personnel d'administration est censé savoir envoyer, répondre, copier des courriels, ainsi que tenir un carnet d'adresses ou marquer des messages. Le courrier électronique encourage les gens à communiquer de manière plus franche, plus courte et plus directe.
L'administration des États-Unis utilise des pages web pour attirer les voyageurs d'affaire et les touristes, ainsi que pour des enquêtes auprès des habitants. Le web est également utilisé pour placer des offres d'emploi ou des offres commerciales, fournir des informations locales telles que la météo, les numéros de téléphone importants, l'emplacement des hôtels et des restaurants.
Les systèmes d'information géographique étaient initialement utilisés dans les travaux publics, puis leur utilité a été reconnue dans d'autres secteurs de l'administration publique. Ils sont utilisés par exemple pour tenir des cartes de la topographie, du réseau électrique, du réseau d'eau, des propriétaires terriens, des parcelles, de la faune sauvage, de la présence de pesticides, ou de la criminalité. Les administrations locales vendent parfois les cartes qu'elles ont créées avec des systèmes d'information géographique.

### Recherche et industrie
Les ordinateurs sont omniprésents dans le secteur de l'industrie. l'utilisation des ordinateurs a simplifié beaucoup d'activités traditionnelles dans ce secteur, à tel point qu'aujourd'hui ils sont devenus incontournables. Les applications les plus populaires et les plus abouties dans ce secteur sont les outils de conception et fabrication assistée par ordinateur (CAD/CAM). L'utilisation de tels outils est impérative pour permettre à un industriel de rester compétitif. Tout processus de production industrielle a pour origine un besoin du marché. Une entreprise évalue l'opportunité et la rentabilité de répondre à ce besoin et la manière la plus appropriée de concevoir et fabriquer le produit. Traditionnellement, après la conception du produit, les dessins des pièces sont mis à disposition de la production, et les ingénieurs de production évaluent la faisabilité de la production. La production est ensuite planifiée en vue de réduire au maximum les coûts de fabrication. C'est à cette étape que la conception du produit est modifiée en vue de diminuer le coût de fabrication sans compromettre sa fonctionnalité. Par la suite des mesures sont prises en vue de permettre la fabrication : acquisition des outils et des matières premières, puis préparation des instructions détaillées de construction.
Au long du processus de production industrielle, les outils de CAD/CAM permettent de créer un modèle en trois dimensions du produit, d'aider la création d'esquisses et de prototypes, générer des dessins techniques pour la fabrication, aider la vérification d'erreurs, l'analyse et l'optimisation. Les outils permettent également de créer les programmes de pilotage des machines à commande numérique (CNC), et créer les plannings de production. Dans les processus de fabrication continue, comme ceux de l'industrie chimique, l'ordinateur pilote le processus de fabrication, contrôle certains paramètres, les compare avec des spécifications et effectue des manœuvres de régulation. Les outils CAD permettent d'obtenir plus rapidement des résultats plus précis. Les différentes possibilités de conception offertes par ces outils rendent la création des prototypes plus facile. Contrairement à des outils classiques, les outils CAD permettent de manipuler plusieurs dimensions, attributs et distances du dessin. en CAD il n'est pas nécessaire de recommencer un dessin, les dessins peuvent être copiés et modifiés en quelques secondes. Les premières générations d'outils CAD/CAM étaient très coûteux et inabordables pour les petites et moyennes industries. C'est la baisse du coût des ordinateurs, poussée par l'utilisation massive d'outils CAD/CAM dans l'industrie informatique, qui a permis aux petites industries de les adopter. Les logiciels de CAD/CAM sont également devenus plus simples à manipuler et plus puissants, ce qui a permis d'obtenir des résultats plus rapidement. Depuis les années 2000 il est courant que de petites industries utilisent des outils CAD/CAM.
Dans les milieux scientifiques, les applications de simulation utilisent des ordinateurs géants - les ordinateurs les plus puissants et les plus chers jamais construits. La simulation numérique permet, à partir d'un modèle de calcul, d'étudier des phénomènes difficiles à étudier par des expériences en laboratoire, tels que les accidents nucléaires, les crashes d'avions ou les incendies dans les puits de pétrole. La simulation numérique des accidents de voiture est utilisée par les industriels dans le but d'améliorer la sécurité. Ils permettent de concevoir une carrosserie avec laquelle un choc frontal ou latéral laisse les passagers indemnes. Jusque dans les années 1980 de telles améliorations étaient réalisées en provoquant délibérément un accident et en examinant les effets, procédé beaucoup plus coûteux que la simulation. La simulation d'accident est réalisée à l'aide d'un modèle numérique de la forme du véhicule, sous la forme d'un assemblage de petites pièces. La simulation calcule la force exercée sur chacune des pièces, et la déformation subie en tenant compte de la résistance des matériaux. Si le véhicule est composé de 100x100 pièces, la simulation nécessitera le calcul de 109 valeurs, ce qui, sur un ordinateur géant, prendra plusieurs heures.

### Santé
Les ordinateurs et leurs applications influencent la vie moderne dans le secteur de la santé. L'admission des patients, le diagnostic et la recherche sont informatisés. Pour les professionnels du secteur, la capacité de se servir d'un ordinateur fait désormais partie de leurs compétences. Les ordinateurs sont utilisés pour manipuler de grandes quantités de données, effectuer des calculs et accélérer les communications ; ils effectuent des tâches répétitives, permettent d'obtenir rapidement les résultats précis de calculs complexes, les documents peuvent être rapidement complétés, corrigés, ou détruits, et les changements sont immédiatement visibles pour tous ceux qui en auraient besoin. Dans les grandes organisations telles que les hôpitaux et les réseaux de soin, les dispositifs informatiques sont utilisés comme moyens de communication. Les différents départements tells que radiologie, laboratoires, microbiologie et pharmacie sont connectés à un réseau, collectent des données puis les stockent dans un dépôt centralisé. À mesure que les données sont collectées, le dépôt devient plus exhaustif, et finit par devenir un dossier médical électronique. 
Le dossier médical électronique se présente comme un point d'entrée unique sur le milieu médical, et traite à la fois les questions cliniques (demandes d'analyses et résultats) les questions administratives (emplacement du patient dans l'hôpital, matériel mis à disposition, salaires), la recherche (résultats des traitements et des soins et résultats d'essais cliniques) ainsi que les informations académiques (bibliothèques informatisées, catalogues de médicaments) et la bureautique. Au centre de cette application se trouve la nouvelle mouture du dossier médical : électronique, confidentiel, acceptable autant par le patient que le médecin, et intégré avec d'autres informations de nature impersonnelle. Les dossiers médicaux électroniques sont particulièrement utiles pour les essais cliniques : des résultats d'expérience de soins particuliers prodigués à des patients sont collectés et analysées en vue d'obtenir des éclaircissements en rapport avec des pathologies peu connues ou mal maitrisées. Le dossier électronique permet d'obtenir des résultats d'une manière plus commode que la procédure classique qui consiste à inscrire les résultats sur des formulaires en papier, puis les introduire dans une base de données pour analyse statistique.
Les dispositifs informatiques sont également utilisés pour les guides de bonne pratiques : des documents écrits par les organismes gouvernementaux ou des associations de professionnels, dans lequel un effort particulier a été mis sur la clarté du contenu et la facilité de compréhension. De tels documents, quand ils sont sur papier, finissent dans des classeurs sur une étagère, hors d'atteinte du praticien au moment où cela lui serait utile. L'utilisation de documents numériques et l'intégration de telles bibliothèques avec le dossier médical électronique permet de les mettre à disposition dans le cadre des activités cliniques habituelles. Les praticiens peuvent accéder aux informations cliniques à partir d'ordinateurs de bureau ou d'assistants personnels. Les chefs de clinique ont également accès à ces informations, et les patients peuvent être invité à y ajouter leur histoire, accéder aux contenus académique ainsi qu'aux données cliniques les concernant. Les données sont ensuite envoyées dans des bases de données de recherche, et les utilisateurs ont également accès à des informations académiques, financières et administratives à travers un intranet d'entreprise. La mise en place d'un tel intranet est un défi fiscal et organisationnel pour les institutions.
Les changements en profondeur dans le système de santé entre 1980 et 2000 ont rendu difficile l'introduction de l'informatique dans ce secteur. Une enquête effectuée en 2009 auprès de plus 3 000 hôpitaux des États-Unis fait état que seul 1,5 % d'entre eux sont informatisés de manière complète et exhaustive. Parallèlement du fait de l'évolution rapide des ordinateurs personnels et de l'Internet, de nombreux praticiens et chercheurs dans le domaine de la santé sont habitués à utiliser l'ordinateur de façon quotidienne. L'utilisation de formulaires administratifs sur papier dans divers établissement de santé sont à l'origine de frustration, constituent une barrière à la productivité des hôpitaux. Les dossiers médicaux électroniques sont un sujet d'actualité et, en 2009, le gouvernement des États-Unis a investi 20 milliards de dollars pour informatiser le secteur de la santé. Sous la pression, des établissements de santé sont en train de mettre en place des telles applications,. En 2012, 40 à 44 % des hôpitaux situés aux États-Unis avaient adopté un système plus ou moins élaboré de dossiers médicaux électroniques.

## Technologie
Une « application de bureau » (Desktop application en anglais) est un logiciel applicatif qui affiche son interface graphique dans un environnement de bureau, il est hébergé et exécuté par l'ordinateur de l'usager. Cette technologie est apparue avec les premiers environnements de bureau en 1970. Une application Web est un logiciel applicatif qui imite un site web et affiche son interface homme-machine dans un navigateur web. Le logiciel est hébergé par un serveur web transformé. Il est exécuté de façon partagée par les ordinateurs serveur et client (l'usager). Cette technologie est apparue dans les années 1990.
X Window System est un environnement de bureau créé en 1984, avec lequel peuvent s'afficher sur un ordinateur des applications de bureau hébergées et exécutées par un autre ordinateur. L'usage d'un serveur de fichiers permet d'héberger sur un ordinateur donné les fichiers d'une application comme s'ils étaient hébergés par l'ordinateur de l'usager. Un serveur de fichier est typiquement utilisé pour héberger sur un ordinateur unique les fichiers d'une application utilisée par un ensemble d'usages qui ont chacun leur ordinateur personnel. Les premières applications web avaient une ergonomie et une maniabilité moindre que les applications de bureau. Une « application web riche » (anglais Rich Internet Application) est par définition une application web qui a une ergonomie et une maniabilité équivalente à une application de bureau. La notion d'« application web riche » a été introduite par Macromedia en 2002.

## Économie
Les logiciels applicatifs - qui mettent en œuvre les applications - sont, avec les logiciels système, les deux principales catégories de programmes enregistrés dans un ordinateur. Les logiciels applicatifs sont des programmes destinés à permettre d'effectuer une tâche donnée avec l'aide de l'ordinateur - autrement dit les applications. Dans le logiciel applicatif l'accent est mis sur l'activité en question. Le logiciel système est destiné à assister le logiciel applicatif dans l'utilisation de l'ordinateur. Dans le logiciel système l'accent est mis sur les capacités de l'ordinateur.
Les applications sont dites verticales quand elles sont conçues pour répondre spécifiquement aux besoins d'un secteur d'activité en particulier, et sont d'une utilité très réduite en dehors de leur secteur d'activité. Elles sont dites horizontales quand elles sont polyvalentes, et peuvent servir potentiellement de nombreux clients dans plusieurs secteurs d'activités.
Les applications peuvent être mises à disposition du consommateur de différentes manières :
- prêtes à l'emploi : les applications sont vendues dans le commerce de détail, ou sur des sites de vente en ligne. Il s'agit généralement d'applications susceptibles d'être utilisées par de très nombreux utilisateurs. (voir vente de licences de logiciels)
- sur mesure : un client qui ne trouve pas une application qui correspond à ses besoins peut faire appel à une société pour lui créer sur mesure une application en rapport avec son secteur d'activité. De telles applications coûtent généralement plus cher que les applications prêtes à l'emploi. (voir logiciel spécifique)
- en ligne : des sites web permettent de manipuler une application à partir de n'importe quel appareil connecté à Internet. Les applications peuvent être des jeux, des logiciels de déclaration d'impôts ou de courrier électronique. De nombreuses applications de ce type sont gratuites (voir : Logiciel en tant que service et Cloud computing).

Les fournisseurs de services d'applications (application service provider ou ASP en anglais), sont des entreprises qui « louent » des applications. L'entreprise met à disposition des applications sur sa propre infrastructure et reste propriétaire de l'application et de l'infrastructure. L'application peut être utilisée par tout consommateur qui possède un ordinateur, un navigateur web et une connexion à Internet, en l'échange de frais d'utilisation mensuels ou horaires; procédé similaire à un abonnement aux entreprises électriques ou télécoms. C'est un nouveau type de service qui s'est répandu à la suite de l'avènement de l'Internet.

### En chiffres
En 1999, dans le monde, 50 % des logiciels « prêts à l'emploi » mis sur le marché sont des logiciels applicatifs, 32 % sont des logiciels système, et 16 % sont des outils de développement logiciel. Les applications les plus vendues sont les progiciels de gestion intégrés, les applications de conception assistée par ordinateur, ainsi que la suite bureautique Microsoft Office - qui comporte traitement de texte, tableur, base de données et courrier électronique. En 1998, 75 % des applications sont fabriquées aux États-Unis. Les plus grands fournisseurs de ce marché sont IBM, Microsoft, Computer Associates, Novell, Lotus et Digital Equipment aux États-Unis. Les sociétés des États-Unis sont également très présentes sur le marché des logiciels système : Microsoft occupe 95 % du marché des systèmes d'exploitations, tandis qu'Oracle, Informix et Sybase sont les leaders du marché des systèmes de base de données.
En 1992, les applications les plus vendues sont les traitements de texte, les tableurs, les applications de base de données, les applications de finance, de manipulation d'images et de divertissement.
En 2008, il y a, aux États-Unis, 1,3 million d'employés dans le secteur du développement de logiciels, dont 515 000 pour le développement d'applications et 394 000 pour le développement de logiciels systèmes. Dans le secteur de l'industrie informatique, la majorité des revenus dus aux logiciels provient de la vente d'applications, dont 35 % dues à la vente d'applications de conception assistée par ordinateur et 35 % dues à la vente d'applications de gestion d'entreprise. Le groupe allemand SAP AG, leader dans ce domaine, est également le plus grand fournisseur de logiciels en Europe.
En Europe, 33 % des logiciels sont créés sur mesure et les plus grands fournisseurs de logiciel applicatif sont l'Allemagne, le Royaume-Uni, la France et l'Italie.

### Auteurs
Les applications sont développées par des éditeurs spécialisés, conformément à un contrat. Le contrat comporte une spécification, qui sert de cahier des charges. La durée de vie d'une application est généralement de plusieurs années, au cours desquelles elle va subir des modifications en vue de s'adapter à l'évolution du marché. 
Aujourd'hui[Quand ?], de nombreux secteurs d'activités utilisent des ordinateurs, et la qualité des logiciels est un moyen important d'assurer la productivité et l'avantage sur la concurrence. Pour un logiciel applicatif, qui a été créé dans le but d'être commercialisé, considérablement de temps et de l'argent ont été consacrés à obtenir un produit de qualité. En particulier, telle application est conçue pour pouvoir être facilement manipulée par des utilisateurs qui n'ont pas ou peu de connaissances techniques et pour pouvoir fonctionner sur différents types d'ordinateurs. L'application doit comporter une documentation claire et détaillée, est conçue pour pouvoir être modifiée par la suite, et doit également être protégé contre l'usage abusif, le détournement et le sabotage. Créer un logiciel est un travail d'équipe, qui demande plusieurs activités, parmi lesquelles il y a la programmation. Tout d'abord utilisés pour créer des logiciels scientifiques et techniques, les procédés d'ingénierie sont utilisés depuis les années 1990 pour créer des applications. Ces procédés consistent à pratiquer des démarches systématiques et organisées dans le but de créer les programmes, les procédures, les données et la documentation qui, mis ensemble forment le corps du logiciel, tout en respectant les coûts et les délais de fabrication.
Dans un marché en évolution toujours plus rapide, l'industrie du logiciel est, tout comme l'industrie en général, de plus en plus assistée par ordinateur. Les ingénieurs utilisent des applications dites CASE (abr. Computer-aided software engineering en français ingénierie logiciel assistée par ordinateur), qui appliquent les principes et les méthodes de l'ingénierie à la création de logiciels.

## Application de back office
Une application de back office est la partie d'un système informatique qui n'est pas accessible aux utilisateurs finaux ou aux clients, par opposition à une  application de front office. Une traduction possible de back-office est arrière-boutique, service d'appui, ou encore arrière-guichet.
Sont comprises dans ce type d'application toutes celles qui traitent de la logistique et des aspects administratifs.
Une application de back office, souvent désignée comme l'arrière-boutique numérique, constitue le cœur opérationnel et administratif d'un système informatique. Contrairement aux interfaces accessibles aux utilisateurs finaux ou aux clients, telles que les applications de front office, le back office reste généralement invisible pour ces derniers. Cette composante essentielle assure la gestion interne, le suivi logistique, et la coordination des processus administratifs.
Dans cet espace numérique réservé aux opérations internes, se déploient une multitude de fonctions cruciales. De la gestion des stocks à la supervision des commandes, en passant par la coordination des livraisons et la gestion des fournisseurs, chaque aspect logistique et administratif trouve sa place au sein de l'application de back office. C'est ici que les données sont analysées, les rapports générés, et les décisions stratégiques éclairées prises.
L'arrière-guichet numérique est donc bien plus qu'un simple support technique. Il incarne le pilier central sur lequel repose la stabilité opérationnelle et la performance administrative d'une entreprise. À travers une interface souvent réservée aux employés et aux gestionnaires, cette application assure la fluidité des processus internes et contribue à l'efficacité globale de l'organisation. En somme, elle est l'épine dorsale discrète mais indispensable de tout système informatique.